# Screen Actors Guild Award du meilleur acteur dans une série télévisée comique

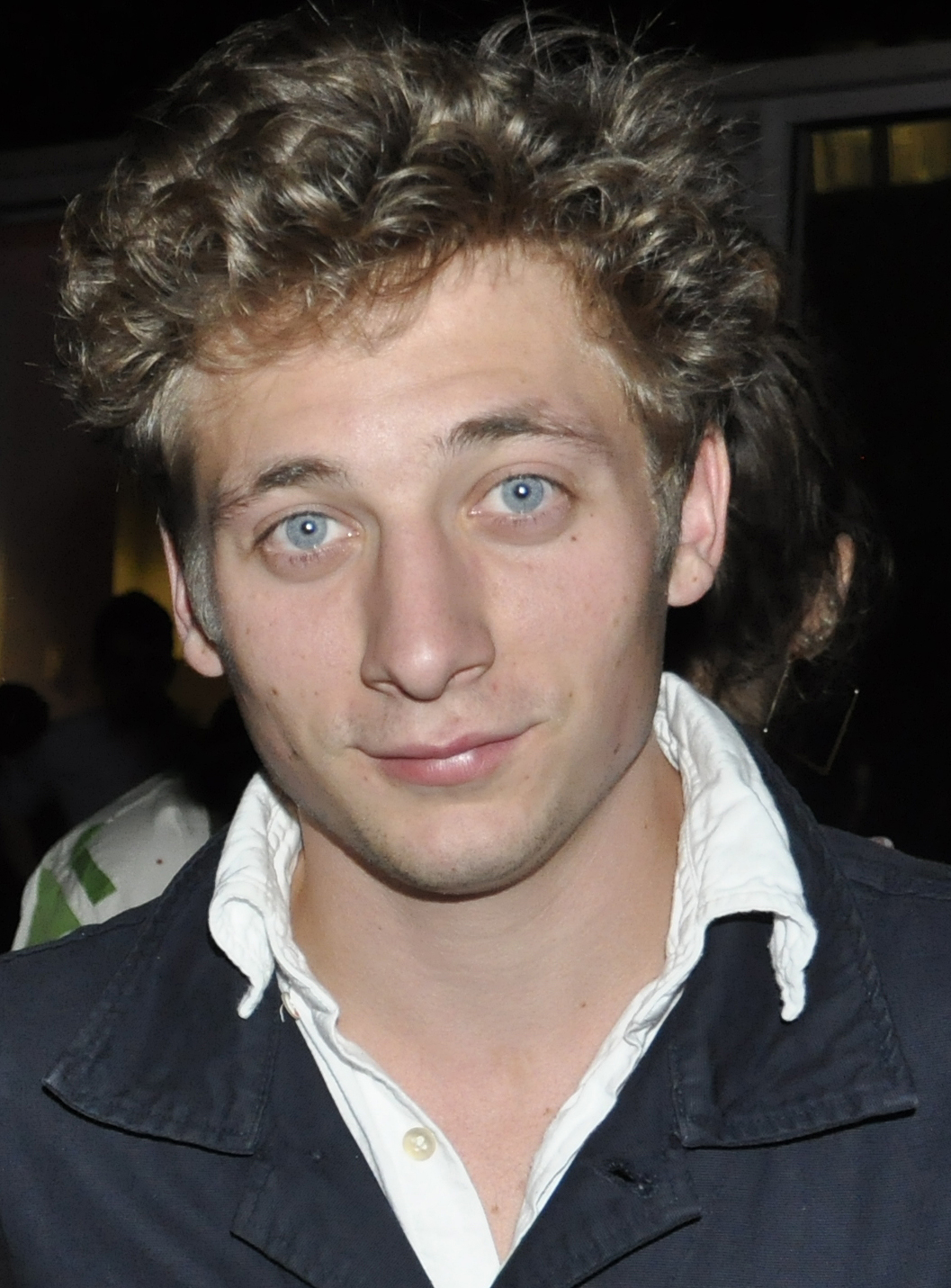
Jeremy Allen White.

Le Screen Actors Guild Award du meilleur acteur dans une série télévisée comique (Screen Actors Guild Award for Outstanding Performance by a Male Actor in a Comedy Series) est le prix remis chaque année par la Screen Actors Guild.

## Palmarès
Le lauréat est indiqué en gras.

Le symbole « ♙ » indique une nomination et « ♕ » le gagnant au Primetime Emmy Award du meilleur acteur dans une série télévisée comique la même année.

### Années 1990
- 1995 : Jason Alexander pour le rôle de George Costanza dans Seinfeld
  - John Goodman pour le rôle de Dan Conner dans Roseanne ♙
  - Kelsey Grammer pour le rôle de Frasier Crane dans Frasier ♕
  - Paul Reiser pour le rôle de Paul Buchman dans Dingue de toi (Mad About You) ♙
  - David Hyde Pierce pour le rôle de Niles Crane dans Frasier
- 1996 : David Hyde Pierce pour le rôle de Niles Crane dans Frasier
  - Jason Alexander pour le rôle de George Costanza dans Seinfeld
  - Kelsey Grammer pour le rôle de Frasier Crane dans Frasier ♕
  - Paul Reiser pour le rôle de Paul Buchman dans Dingue de toi (Mad About You) ♙
  - Michael Richards pour le rôle de Cosmo Kramer dans Seinfeld
- 1997 : John Lithgow pour le rôle de Dick Solomon dans Troisième planète après le Soleil (3rd Rock from the Sun) ♕
  - Jason Alexander pour le rôle de George Costanza dans Seinfeld
  - Kelsey Grammer pour le rôle de Frasier Crane dans Frasier ♙
  - David Hyde Pierce pour le rôle de Niles Crane dans Frasier
  - Michael Richards pour le rôle de Cosmo Kramer dans Seinfeld
- 1998 : John Lithgow pour le rôle de Dick Solomon dans Troisième planète après le Soleil (3rd Rock from the Sun) ♕
  - Jason Alexander pour le rôle de George Costanza dans Seinfeld
  - Kelsey Grammer pour le rôle de Frasier Crane dans Frasier ♙
  - David Hyde Pierce pour le rôle de Niles Crane dans Frasier
  - Michael Richards pour le rôle de Cosmo Kramer dans Seinfeld
- 1999 : Michael J. Fox pour le rôle de Mike Flaherty dans Spin City ♙
  - Jason Alexander pour le rôle de George Costanza dans Seinfeld
  - Kelsey Grammer pour le rôle de Frasier Crane dans Frasier ♕
  - David Hyde Pierce pour le rôle de Niles Crane dans Frasier
  - Peter MacNicol pour le rôle de John Cage dans Ally McBeal

### Années 2000
- 2000 : Michael J. Fox pour le rôle de Mike Flaherty dans Spin City ♙
  - Kelsey Grammer pour le rôle de Frasier Crane dans Frasier ♙
  - David Hyde Pierce pour le rôle de Niles Crane dans Frasier
  - Peter MacNicol pour le rôle de John Cage dans Ally McBeal
  - Ray Romano pour le rôle de Ray Barone dans Tout le monde aime Raymond (Everybody Loves Raymond) ♙
- 2001 : Robert Downey Jr. pour le rôle de Larry Paul dans Ally McBeal
  - Sean Hayes pour le rôle de Jack McFarland dans Will et Grace (Will & Grace)
  - Kelsey Grammer pour le rôle de Frasier Crane dans Frasier ♙
  - Peter MacNicol pour le rôle de John Cage dans Ally McBeal
  - David Hyde Pierce pour le rôle de Niles Crane dans Frasier
- 2002 : Sean Hayes pour le rôle de Jack McFarland dans Will et Grace (Will & Grace)
  - Peter Boyle pour le rôle de Frank Barone dans Tout le monde aime Raymond (Everybody Loves Raymond)
  - Kelsey Grammer pour le rôle de Frasier Crane dans Frasier ♙
  - David Hyde Pierce pour le rôle de Niles Crane dans Frasier
  - Ray Romano pour le rôle de Ray Barone dans Tout le monde aime Raymond (Everybody Loves Raymond) ♙
- 2003 : Sean Hayes pour le rôle de Jack McFarland dans Will et Grace (Will & Grace)
  - Matt LeBlanc pour le rôle de  Joey Tribbianidans Friends ♙
  - Bernie Mac pour le rôle de Bernie McCullough dans The Bernie Mac Show ♙
  - Ray Romano pour le rôle de Ray Barone dans Tout le monde aime Raymond (Everybody Loves Raymond) ♕
  - Tony Shalhoub pour le rôle d'Adrian Monk dans Monk
- 2004 : Tony Shalhoub pour le rôle d'Adrian Monk dans Monk ♕
  - Peter Boyle pour le rôle de Frank Barone dans Tout le monde aime Raymond (Everybody Loves Raymond)
  - Brad Garrett pour le rôle de Robert Barone dans Tout le monde aime Raymond (Everybody Loves Raymond)
  - Sean Hayes pour le rôle de Jack McFarland dans Will et Grace (Will & Grace)
  - Ray Romano pour le rôle de Ray Barone dans Tout le monde aime Raymond (Everybody Loves Raymond) ♙
- 2005 : Tony Shalhoub pour le rôle d'Adrian Monk dans Monk ♙
  - Jason Bateman pour le rôle de Michael Bluth dans Arrested Development
  - Sean Hayes pour le rôle de Jack McFarland dans Will et Grace (Will & Grace)
  - Ray Romano pour le rôle de Ray Barone dans Tout le monde aime Raymond (Everybody Loves Raymond)
  - Charlie Sheen pour le rôle de Charlie Harper dans Mon oncle Charlie (Two and a Half Men)
- 2006 : Sean Hayes pour le rôle de Jack McFarland dans Will et Grace (Will & Grace)
  - Larry David pour son propre rôle dans Larry et son nombril (Curb Your Enthusiasm)
  - Jason Lee pour le rôle de Earl Hickey dans Earl (My Name Is Earl)
  - William Shatner pour le rôle de Denny Crane dans Boston Justice (Boston Legal)
  - James Spader pour le rôle de Alan Shore dans Boston Justice (Boston Legal)
- 2007 : Alec Baldwin pour le rôle de Jack Donaghy dans 30 Rock
  - Steve Carell pour le rôle de Michael Scott dans The Office ♙
  - Jason Lee pour le rôle de Earl Hickey dans Earl (My Name Is Earl)
  - Jeremy Piven pour le rôle d'Ari Gold dans Entourage
  - Tony Shalhoub pour le rôle d'Adrian Monk dans Monk ♕
- 2008 : Alec Baldwin pour le rôle de Jack Donaghy dans 30 Rock ♙
  - Steve Carell pour le rôle de Michael Scott dans The Office ♙
  - Ricky Gervais pour le rôle d'Andy Millman dans Extras ♕
  - Jeremy Piven pour le rôle d'Ari Gold dans Entourage
  - Tony Shalhoub pour le rôle d'Adrian Monk dans Monk ♙
- 2009 : Alec Baldwin pour le rôle de Jack Donaghy dans 30 Rock ♕
  - Steve Carell pour le rôle de Michael Scott dans The Office ♙
  - David Duchovny pour le rôle de Hank Moody dans Californication
  - Jeremy Piven pour le rôle d'Ari Gold dans Entourage
  - Tony Shalhoub pour le rôle d'Adrian Monk dans Monk ♙

### Années 2010
- 2010 : Alec Baldwin pour le rôle de Jack Donaghy dans 30 Rock ♕
  - Steve Carell pour le rôle de Michael Scott dans The Office ♙
  - Larry David pour son propre rôle dans Larry et son nombril (Curb Your Enthusiasm)
  - Tony Shalhoub pour le rôle d'Adrian Monk dans Monk ♙
  - Charlie Sheen pour le rôle de Charlie Harper dans Mon oncle Charlie (Two and a Half Men) ♙
- 2011 : Alec Baldwin pour le rôle de Jack Donaghy dans 30 Rock ♙
  - Ty Burrell pour le rôle de Phil Dunphy dans Modern Family ♙[2]
  - Steve Carell pour le rôle de Michael Scott dans The Office ♙
  - Chris Colfer pour le rôle de Kurt Hummel dans Glee
  - Ed O'Neill pour le rôle de Jay Pritchett dans Modern Family ♙[2]
- 2012 : Alec Baldwin pour le rôle de Jack Donaghy dans 30 Rock ♙
  - Ty Burrell pour le rôle de Phil Dunphy dans Modern Family ♙[2]
  - Steve Carell pour le rôle de Michael Scott dans The Office ♙
  - Jon Cryer pour le rôle d'Alan Harper dans Mon oncle Charlie (Two and a Half Men)
  - Eric Stonestreet pour le rôle de Cameron Tucker dans Modern Family ♙[2]
- 2013 : Alec Baldwin pour le rôle de Jack Donaghy dans 30 Rock ♙
  - Ty Burrell pour le rôle de Phil Dunphy dans Modern Family ♙[2]
  - Louis C.K. pour le rôle de Louie dans Louie ♙
  - Jim Parsons pour le rôle du Dr Sheldon Cooper dans The Big Bang Theory ♙
  - Eric Stonestreet pour le rôle de Cameron Tucker dans Modern Family ♙[2]
- 2014 : Ty Burrell pour le rôle de Phil Dunphy dans Modern Family ♙[2]
  - Alec Baldwin pour le rôle de Jack Donaghy dans 30 Rock ♙
  - Jason Bateman pour le rôle de Michael Bluth dans Arrested Development ♙
  - Don Cheadle pour le rôle de Marty Kaan dans House of Lies ♙
  - Jim Parsons pour le rôle du Dr Sheldon Cooper dans The Big Bang Theory ♕
- 2015 : William H. Macy pour le rôle de Frank Gallagher dans Shameless
  - Ty Burrell pour le rôle de Phil Dunphy dans Modern Family ♕
  - Louis C.K. pour le rôle de Louie dans Louie
  - Jim Parsons pour le rôle du Dr Sheldon Cooper dans The Big Bang Theory
  - Eric Stonestreet pour le rôle de Cameron Tucker dans Modern Family
- 2016 : Jeffrey Tambor pour le rôle de Maura Pferfferman dans Transparent
  - Ty Burrell pour le rôle de Phil Dunphy dans Modern Family
  - Louis C.K. pour le rôle de Louie dans Louie
  - William H. Macy pour le rôle de Frank Gallagher dans Shameless
  - Jim Parsons pour le rôle du Dr Sheldon Cooper dans The Big Bang Theory
- 2017 : William H. Macy pour le rôle de Frank Gallagher dans Shameless
  - Anthony Anderson pour le rôle d'Andre "Dre" Johnson Sr. dans Black-ish
  - Tituss Burgess pour le rôle de Titus Andromedon dans Unbreakable Kimmy Schmidt
  - Ty Burrell pour le rôle de Phil Dunphy dans Modern Family
  - Jeffrey Tambor pour le rôle de Maura Pferfferman dans Transparent
- 2018 : William H. Macy pour le rôle de Frank Gallagher dans Shameless
  - Anthony Anderson pour le rôle d'Andre "Dre" Johnson Sr. dans Black-ish
  - Aziz Ansari pour le rôle de Dev Shah dans Master of None
  - Larry David pour son propre rôle dans Larry et son nombril (Curb Your Enthusiasm)
  - Sean Hayes pour le rôle de Jack McFarland dans Will et Grace (Will & Grace)
  - Marc Maron pour le rôle de Sam Sylvia dans GLOW
- 2019 : Tony Shalhoub pour le rôle d'Abe Weissman dans Mme Maisel, femme fabuleuse (The Marvelous Mrs. Maisel)
  - Alan Arkin pour le rôle de Norman Newlander dans La Méthode Kominsky (The Kominsky Method)
  - Michael Douglas pour le rôle de Sandy Kominsky dans La Méthode Kominsky (The Kominsky Method)
  - Bill Hader pour le rôle de Barry Berkman / Barry Block dans Barry
  - Henry Winkler pour le rôle de Gene Cousineau dans Barry

### Années 2020
- 2020 : Tony Shalhoub pour le rôle d'Abe Weissman dans Mme Maisel, femme fabuleuse (The Marvelous Mrs Maisel)
  - Alan Arkin pour le rôle de Norman Newlander dans La Méthode Kominsky (The Kominsky Method)
  - Michael Douglas pour le rôle de Sandy Kominsky dans La Méthode Kominsky (The Kominsky Method)
  - Bill Hader pour le rôle de Barry Berkman / Barry Block dans Barry
  - Andrew Scott pour le rôle du Prêtre dans Fleabag

- 2021 : Jason Sudeikis pour le rôle de Ted Lasso dans Ted Lasso
  - Nicholas Hoult pour le rôle de Pierre III dans The Great
  - Dan Levy pour le rôle de David Rose dans Bienvenue à Schitt's Creek (Schitt's Creek)
  - Eugene Levy pour le rôle de Johnny Rose dans Bienvenue à Schitt's Creek (Schitt's Creek)
  - Ramy Youssef pour le rôle de Ramy Hassan pour Ramy

- 2022 : Jason Sudeikis pour le rôle de Ted Lasso dans Ted Lasso
  - Michael Douglas pour le rôle de Sandy Kominsky dans The Kominsky Method
  - Brett Goldstein pour le rôle de Roy Kent dans Ted Lasso
  - Steve Martin pour le rôle de Charles-Haden Savage dans Only Murders in the Building
  - Martin Short pour le rôle de Oliver Putnam dans Only Murders in the Building

- 2023 : Jeremy Allen White pour le rôle de Carmen "Carmy" Berzatto dans The Bear
  - Anthony Carrigan pour le rôle de NoHo Hank dans Barry
  - Bill Hader pour le rôle de Barry Berkman / Barry Block dans Barry
  - Steve Martin pour le rôle de Charles-Haden Savage dans Only Murders in the Building
  - Martin Short pour le rôle de Oliver Putnam dans Only Murders in the Building

- 2024 : Jeremy Allen White pour le rôle de Carmen « Carmy » Berzatto dans The Bear
  - Brett Goldstein pour le rôle de Roy Kent dans Ted Lasso
  - Bill Hader pour le rôle de Barry Berkman / Barry Block dans Barry
  - Ebon Moss-Bachrach pour le rôle de Richard « Richie » Jerimovich dans The Bear
  - Jason Sudeikis pour le rôle de Ted Lasso dans Ted Lasso

- 2025 : Martin Short pour le rôle d'Oliver Putnam dans Only Murders in the Building
  - Adam Brody pour le rôle de Noah dans Nobody Wants This
  - Ted Danson pour le rôle de Charles dans Espion à l'ancienne
  - Harrison Ford pour le rôle du Dr Paul Rhodes dans Shrinking
  - Jeremy Allen White pour le rôle de Carmen « Carmy » Berzatto dans The Bear

## Statistiques

### Nominations multiples
Acteurs
8 : Alec Baldwin, Kelsey Grammer, David Hyde Pierce, Tony Shalhoub
7 : Ty Burrell, Sean Hayes
6 : Steve Carell
5 : Jason Alexander, Ray Romano
4 : William H. Macy, Jim Parsons
3 : Louis C.K., Larry David, Peter MacNicol, Jeremy Piven, Michael Richards, Eric Stonestreet
2 : Anthony Anderson, Jason Bateman, Peter Boyle, Michael J. Fox, Jason Lee, John Lithgow, Paul Reiser, Charlie Sheen, Jason Sudeikis, Jeffrey Tambor
Séries
16 : Frasier
11 : Modern Family
8 : 30 Rock, The Office, Seinfeld, Tout le monde aime Raymond
7 : Monk, Will et Grace
4 : The Big Bang Theory, Shameless
3 : Ally McBeal, Entourage, Larry et son nombril, Louie, Mon oncle Charlie, Ted Lasso
2 : Arrested Development, Barry, Black-ish, Boston Justice, Dingue de toi, Spin City, La Méthode Kominsky, Transparent, Troisième planète après le Soleil

### Récompenses multiples
Acteurs
7 : Alec Baldwin
3 : Sean Hayes, William H. Macy, Tony Shalhoub
2 : Michael J. Fox, John Lithgow, Jason Sudeikis
Séries
7 : 30 Rock
3 : Shameless, Will et Grace
2 : Monk, Spin City, Ted Lasso, Troisième planète après le Soleil

## Faits marquants
- Will et Grace a été nommée 9 fois dans la catégorie de la meilleure actrice dans une série comique, et 6 fois dans celle du meilleur acteur dans une série comique, soit 15 fois. La série a également reçu 3 récompenses pour meilleure actrice et 3 pour meilleur acteur, soit 6 en tout.
- Frasier a été nommée 16 fois dans cette catégorie, avec respectivement 8 nominations chacun pour David Hyde Pierce et Kelsey Grammer. C'est la série la plus nommée, toutes catégories confondues.
- 30 Rock a reçu 3 récompenses pour meilleure actrice et 4 pour meilleur acteur, soit 7 en tout.
- La série Boston Justice est alternativement considérée comme une série comique (2006, avec 3 nominations : 1 pour meilleure actrice et 2 pour meilleur acteur) et comme une série dramatique (2007, 2008, 2009 avec à chaque fois 1 nomination de James Spader pour meilleur acteur).